# Саид Тагмауи
Саид Тагмауи (на френски: Saïd Taghmaoui) (роден на 19 юли 1973 г.) е френски актьор и сценарист. Една от най-известните му роли е на Саид във филма „Омраза“ на режисьора Матийо Касовиц. 

## Избрана филмография
| година | филм            | оригинално заглавие               | роля         | режисьор        |
| ------ | --------------- | --------------------------------- | ------------ | --------------- |
| 1995   | Омраза          | La Haine                          | Саид         | Матийо Касовиц  |
| 1999   | Трима крале     | Three Kings                       | капитан Сид  | Дейвид О. Ръсел |
| 2011   | Конан Варварина | Conan the Barbarian               | Ела-Шан      | Маркус Ниспел   |
| 2017   | Жената-чудо     | Wonder Woman                      | Самир (Сами) | Пати Дженкинс   |
| 2019   | Джон Уик 3      | John Wick: Chapter 3 – Parabellum | Старейшина   | Чад Стахелски   |